# Nati nel 1133
| Questa pagina contiene informazioni ricavate automaticamente dalle voci biografiche con l'ausilio del template Bio e di un bot. L'aggiornamento è periodico e automatico e ricostruisce completamente la pagina. Se manca una persona in questa lista, sei pregato di non aggiungerla, ma accertati piuttosto che la sua voce biografica contenga il template Bio e che i dati anagrafici siano correttamente compilati. Se il template Bio manca, inseriscilo tu stesso o, in alternativa, metti l'avviso {{tmp\|Bio}} che ne segnala la mancanza. Se i dati riportati sono sbagliati, correggi direttamente la voce biografica; le modifiche saranno visibili in questa lista entro pochi giorni. Per chiarimenti vedi il progetto biografie. La lista contiene solo le 8 persone che sono citate nell'enciclopedia e per le quali è stato implementato correttamente il template Bio. Pagina aggiornata al 10 feb 2025. |

- 23 febbraio - Al-Zafir, imam († 1154)
- 5 marzo - Enrico II d'Inghilterra, re († 1189)
- 7 aprile - Hōnen, monaco buddista giapponese († 1212)
- Jean de Gisors, normanno († 1220)
- Imagina di Loon, nobile tedesca († 1214)
- Stefano IV d'Ungheria, re ungherese († 1165)
- Torlaco, vescovo cattolico e abate islandese († 1193)
- Sigurd II di Norvegia, re norvegese († 1155)